# Château de Bannegon
Le château de Bannegon est un château situé sur la commune de Bannegon, dans le département du Cher en France, sur la rivière Auron.

## Description
Situé à la frontière du Berry et du Bourbonnais, le château de Bannegon est classé monument historique depuis 1936.
Il comporte un imposant donjon à pont-levis, et une enceinte fortifiée trapézoïdale bordant la rivière l'Auron. La grosse tour, dite des Barres, date du XIIIe ou début XIVe et possède une cheminée de 9,5 m de hauteur.

## Historique
Le château a appartenu aux familles de La Porte (vers l'an 1000) et des Barres (1383).
Le château primitif date du XIIe siècle. Bussy-Rabutin l'a occupé pour le roi en 1552.
Partiellement détruit au XVIe siècle, il a été complété par un corps de bâtiment de style début Renaissance.
Ayant pris le parti de la Réforme, Marie de Brabançois, alors dame de Bannegon, prit la défense du château lors d'un siège de quinze jours, tenu par le gouverneur du Bourbonnais, M. de Montaré.
Le château, restauré à la fin du XIXe siècle, a conservé un aspect médiéval.
La famille de Bengy hérite du château en 1807 et créent, en 1988, une association (Bannegon Millénaire) dont la vocation est de restaurer le château. En 1996, ils créent les « Médiévales de Bannegon » qui ont lieu chaque année la fin de semaine la plus proche du 15 août. L'intégralité des bénéfices est versée à l'association pour la sauvegarde du château. Aujourd'hui, le château appartient à Antoine de Bengy Puyvallé

## Protection
Le château, pour ses façades, charpentes, et couvertures fait l’objet d’un classement au titre des monuments historiques depuis le 30 septembre 1965.

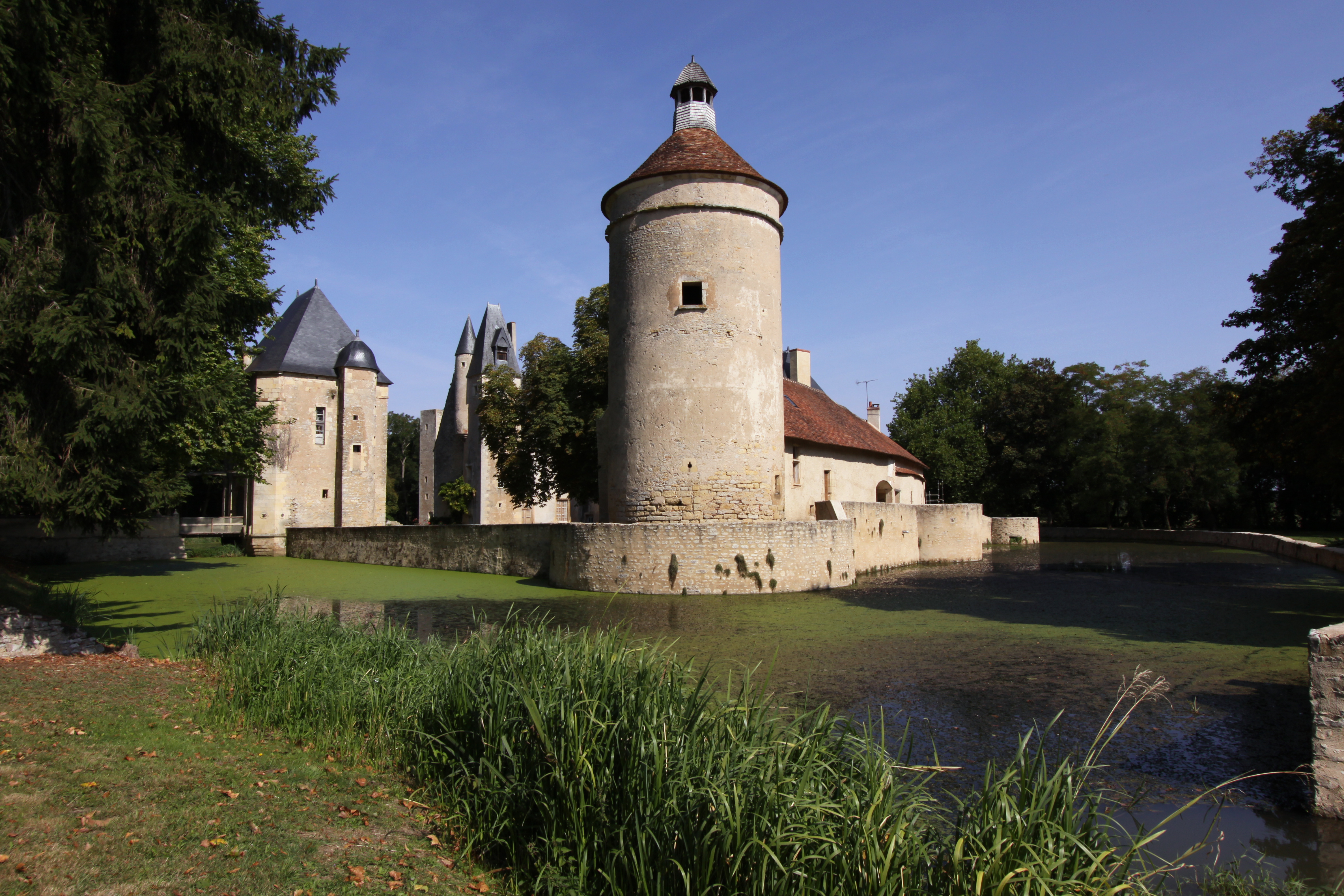
La tour des Barres.
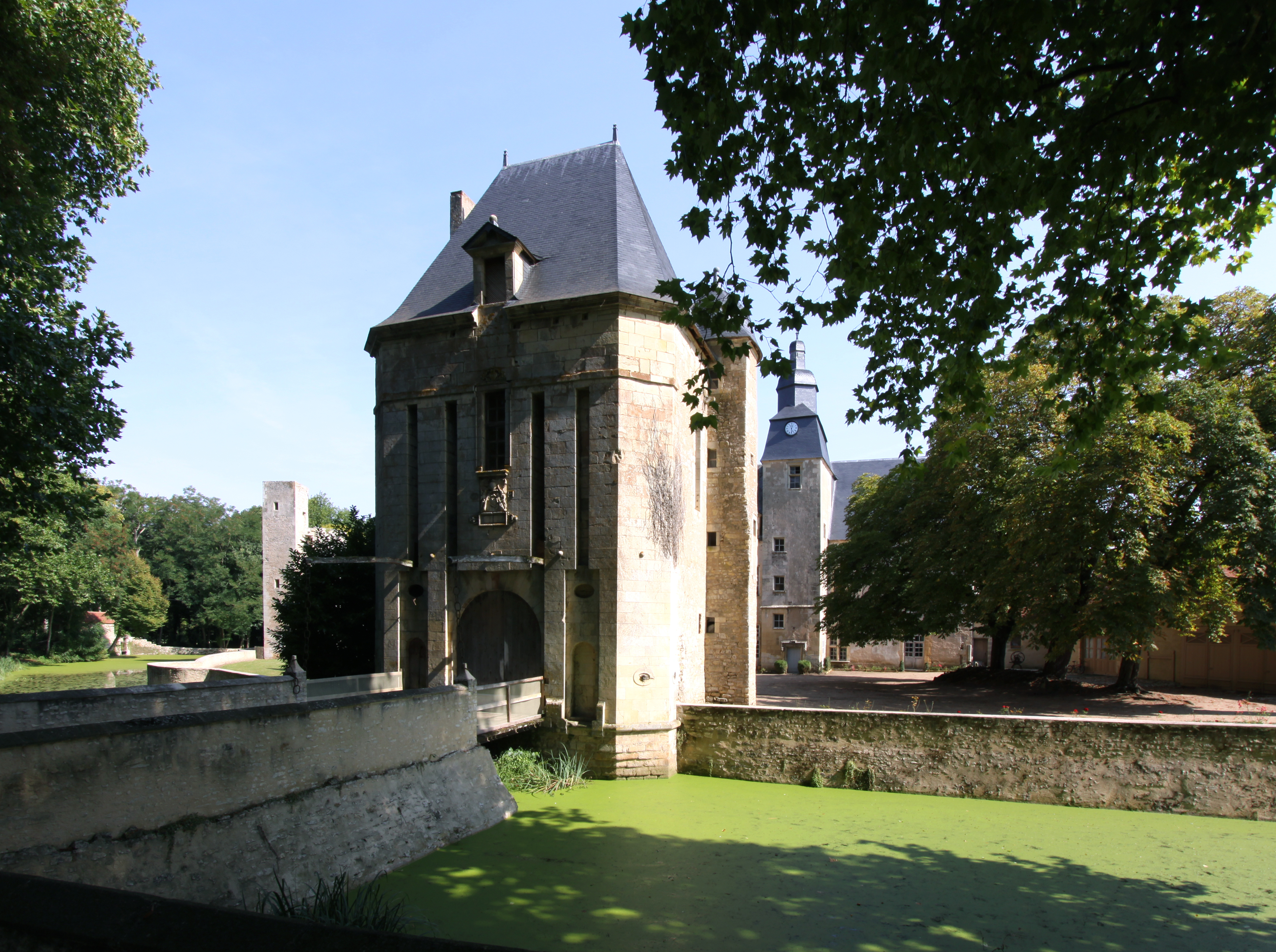
Le pont-levis.